# Gare de Carnikava
La gare de Carnikava est une gare ferroviaire lettone de la ligne de Zemitāni à Skulte, située à Carnikava (lv).

## Situation ferroviaire
La gare de Canikava est située entre les points kilométriques (PK) 31,3 et 32,6 de la ligne de Zemitāni à Skulte (voie unique), entre les gares de Garupe (lv) et de Gauja (lv).
Gare d'évitement, elle dispose d'une deuxième voie pour le croisement des trains.

## Service des voyageurs

### Accueil
Gare voyageurs, elle dispose d'un bâtiment avec un guichet.
Un passage à niveau piétonnier permet la traversée des voies.

### Desserte
Carnikava est desservie par les trains de la relation Riga - Skulte.

### Intermodalité
La gare est desservie par des bus.